# NGC 616
NGC 616 – gwiazda podwójna znajdująca się w gwiazdozbiorze Trójkąta. Skatalogował ją Heinrich Louis d’Arrest 14 sierpnia 1863 roku, błędnie sądząc, że jest ona zamglona.